# Nhiễm sắc tử

Trong lược đồ này, (1) là một crômatit: một nửa của hai "sợi" giống hệt nhau trong một nhiễm sắc thể đã nhân đôi. Trong quá trình phân chia tế bào, các bản sao giống hệt nhau (được gọi là "cặp crômatit chị em") liên kết tại vùng được gọi là tâm động (2). Một khi các cặp nhiễm sắc thể chị em đã tách nhau ra (trong kỳ sau của nguyên phân), mỗi crômatit lúc này được gọi là nhiễm sắc thể con. Cánh ngắn (3) và cánh dài (4) của crômatit bên phải, cũng được đánh dấu.

Nhiễm sắc tử hoặc crômatit là một trong hai bản sao của một nhiễm sắc thể được sao chép, cả hai crômatit vẫn tiếp giáp với nhau thành một nhiễm sắc thể chính thức nhờ tâm động. Thuật ngữ này trong tiếng Anh là chromatid, vốn gốc từ chữ Hy Lạp khrōmat (là "màu") + hậu tố -id (sợi).
Trước khi nhân đôi (tự sao chép) thì mỗi nhiễm sắc thể chỉ gồm một phân tử DNA. Sau khi nhân đôi - ở kì trung gian - mà cơ sở là sự tự sao của DNA tạo nên nó, mỗi nhiễm sắc thể lúc này gồm hai phân tử DNA chung nhau một tâm động, gọi là nhiễm sắc thể kép, trong đó mỗi bản sao được gọi là crômatit. Trong các giai đoạn sau của phân chia tế bào, trạng thái nhiễm sắc thể kép này vẫn tồn tại, cho đến kì sau thì mỗi crômatit sẽ được phân li do tâm động tách đôi, trở thành các nhiễm sắc thể đơn riêng biệt.
Các cặp crômatit thường giống hệt nhau về trình tự nuclêôtit, tuy nhiên, nếu đột biến xuất hiện, chúng sẽ có những khác biệt. Việc ghép cặp của các crômatit không nên nhầm lẫn với mức bội thể (Ploidy) của một sinh vật, đó là số lượng các phiên bản tương đồng của nhiễm sắc thể.
Chất nhiễm sắc có cấu trúc giống sợi trong kỳ đầu ở giai đoạn đầu của quá trình kết đặc hay co xoắn DNA. Trong kỳ giữa, thì chúng được gọi là crômatit.

## Nhiễm sắc tử chị em
Hai nhiễm sắc tử tương đồng có thể là nhiễm sắc tử chị em hoặc nhiễm sắc tử không chị em.
Hai nhiễm sắc tử chị em là hai nhiễm sắc tử có cùng nguồn gốc: đều là bản sao (copy) từ một nhiễm sắc thể của bố (thì thôi của mẹ) hoặc của mẹ (thì thôi của bố), không chỉ có lô-cut gen như nhau, mà còn có chuỗi nuclêôtit trên DNA giống hệt nhau (trừ đột biến).
Khi vừa mới được tạo thành trong kì trung gian, thì hai nhiễm sắc tử chị em liên kết với nhau ở tâm động, tạo nên nhiễm sắc thể kép. (Thuật ngữ nhiễm sắc thể kép trong tiếng Anh là dyad).
Khi các nhiễm sắc tử chị em đã tách nhau ra trong quá trình phân li ở kỳ sau của phân bào, thì mỗi crômatit lại được gọi là nhiễm sắc thể đơn.

## Nhiễm sắc tử không chị em
+Hai crômatit không chị em là hai crômatit của các nhiễm sắc thể khác nhau trong cặp nhiễm sắc thể tương đồng, nên chúng không có sự liên kết với nhau ở tâm động. Cặp nhiễm sắc thể tương đồng là gồm một nhiễm sắc thể của mẹ và một nhiễm sắc thể của bố. Trình tự DNA của hai crômatit không chị em là khác nhau (vì chúng có nguồn gốc khác nhau). Trao đổi chéo ở hai crômatit không chị em xảy ra trong kỳ đầu của giảm phân I.
xxxxnhỏ|295x295px|Crômatit và cặp nhiễm sắc thể tương đồng]]
(Xem bài Tái tổ hợp tương đồng).